# 시키노미코
시키 황자(일본어: 志貴皇子 시키노미코[*], ? ~ 716년)는 제38대 덴지 천황(天地天皇)와 코시노미치노키미이라츠메(越道君伊羅都売) 사이에서 태어났다. 덴지 천황의 7황자로 태어났으며, 고닌 천황(光仁天皇)의 아버지이다. 별명은 시키 황자(芝基皇子, 施基皇子, 志紀皇子)이다. 고닌 천황 즉위 후에 카스가노미야고우 천황(春日宮御宇天皇)으로 추존되었으며, 능묘는 다하라서릉(田原西陵)이다. 다하라서릉을 따서 다하라 천황(田原天皇)이라고 하기도 한다.

## 가족
- 부:덴지 천황 [天地天皇]
- 모:코시노미치노키미이라츠메(越道君伊羅都賣)

5남 4녀를 낳았다 함.(7남 또는 3남을 낳았다 함)
- 왕비 타키노황녀(託基皇女 686?~751)
  - 아들 카스가노왕(春日王 ?~745)
- 황태후 키노토치히메(紀橡姫?~?)
  - 딸 나니와노여왕(難波女王 ?~772?) : 황태후 키노토치히메 生
  - 아들 고닌 천황(光仁天皇 709~782) : 황태후 키노토치히메 生
  - 딸 우나카미노여왕(海上女王) : 생모 미상, 코닌천황 즉위 전에 사망
  - 아들 유하라친왕(湯原親王):생모 미상, 코닌천황 즉위 전에 사망
  - 아들 에노이친왕(榎井親王):생모 미상, 코닌천황 즉위 전에 사망
  - 아들이치시노왕(壱志王) : 생모 미상, 코닌천황 즉위에 사망
  - 딸 카히베내친왕(坂合部內親王 ?~778) : 생모 미상
- 딸 키누누히내친왕(衣縫內親王 ?~772) : 미상